# Razionalizzazione (sociologia)
Il termine razionalizzazione fu usato da Max Weber per definire un processo storico che, attraverso l'estensione progressiva dell'uso della ragione nell'interpretazione della realtà e nella organizzazione della vita sociale, investe e modifica tutti gli ordinamenti sociali permettendo il passaggio dalla società tradizionale alla società moderna. Si parla di un'epoca intorno al 1900, e quest'idea ancora oggi è considerata accettabile. 
A guidarlo era il suo interesse nella natura del potere e dell'autorità. La sua indagine lo induce a indicare con questo termine la progressiva burocratizzazione nel coordinamento delle attività sociali. La razionalizzazione così intesa è un marchio distintivo dell'era moderna.

## L'inevitabile gabbia d'acciaio e la burocratizzazione
La razionalizzazione viene vista in questa fase dell'indagine come il presupposto per il coordinamento e la pianificazione su larga scala dell'attività di enormi insiemi di persone, grazie all'ordinamento gerarchico degli uffici e all'adozione di regole impersonali. Ai sottoposti sono attribuiti aree di giurisdizione specifiche e sfere di dovere precise.
Da quanto detto consegue il principale vantaggio della burocratizzazione: la calcolabilità dei risultati, ma anche l'incapacità di un tale sistema di gestire casi individuali. Sono i vantaggi pratici a giustificare l'esclusione dall'organizzazione del lavoro di qualsiasi fattore irrazionale, individuale, del sentimento. Invece del vecchio coordinatore che è mosso puramente da simpatia, favore, grazia e gratitudine, la cultura moderna ha bisogno per mantenere le sue sovrastrutture di sostegno l'emotivamente distaccato e rigoroso esperto professionale.
Weber conclude che un aspetto negativo della razionalizzazione è la spersonalizzazione della società. L'autore si chiede «Se non è possibile cambiare questo orientamento, cosa ne conseguirà alla lunga?».
La razionalizzazione inevitabile di Weber somiglia in parte all'alienazione di Marx. Solo che Weber non crede alla sua transitorietà e non vede il percorso avviato verso la vera emancipazione dell'uomo. Tra le conseguenze della razionalizzazione Weber trova un altro motivo di distacco dalle teorie di Marx. Per il secondo i mezzi di produzione vengono espropriati dagli artigiani costringendoli a prestare la propria manodopera per vivere al capitalista. Per Weber questo processo non dipende dal sorgere del capitalismo in sé, ma è diretta conseguenza della razionalizzazione, che produce la concentrazione di una certa massa di fattori produttivi, sia in un contesto capitalistico quanto in uno socialista.
L'idea di fondo di Weber in materia fu che le speranze per un futuro migliore per l'uomo erano riposte nelle mani di eroi carismatici in grado di umanizzare i processi sociali, per esempio restituendo un ruolo alla dimensione etica. Due tipi di azione sociale diversa sono sottesi dalle due visioni in contrasto: zweckrational (a indicare un'azione sociale guidata dal pensiero tecnocratico e burocratico) e wertrational (a indicare un'azione che persegue scopi dettati dall'etica, non necessariamente razionali, ma che si serve di mezzi razionali ed efficienti posti a servizio di tali scopi).

## La razionalizzazione dopo Weber
Weber aveva lasciato un ritratto della razionalizzazione che rinchiude necessariamente la società in una gabbia d'acciaio. La sfida lanciata al pensiero progressista era che nemmeno il socialismo avrebbe potuto rompere la gabbia, definendo un punto di rottura riconosciuto da molti nelle scienze sociali tra il "prima di Weber" e il "dopo Weber".
Jürgen Habermas nel 1955 osserva che questo punto non era stato affrontato a fondo dai marxisti occidentali come Lukács e Korsch. Egli fa osservare che Weber ignora la relazione tra interesse e conoscenza. Stabilisce che le conoscenze empiriche alla base della razionalità tecnica nascono dall'interesse al controllo tecnico e fisico delle risorse naturali e non da un generico interessamento alla saggezza. Pertanto queste scienze sono in grado di produrre sapere valido solo nell'ambito di questo controllo. In tal caso non esauriscono la razionalità, ma sono specifiche a un suo ambito. In cerca di altre scienze dotate della capacità di creare consenso intorno ad altri interessi si rivolge alla critica all'ideologia e alla psicanalisi. L'interesse di quest'ultima sarebbero le disfunzioni delle connessioni simboliche.
Grazie a questo passo Habermas avvia il dibattito dell'inizio degli anni '70 del XX secolo sulla razionalizzazione ad occuparsi del linguaggio, aprendo la porta a lavori di portata storica come quello di Noam Chomsky . La razionalizzazione sociale deve occuparsi tramite una dialettica che si esprime nelle situazioni dell'agire comunicativo di produrre interpretazioni condivise delle situazioni. Da un'unica razionalizzazione si giunge alla dialettica fra tre forme di razionalizzazione diverse: economica, tecnica, sociale.

## Paradossi recenti e razionalità del libero mercato
Sempre negli anni '70 la nozione che un libero mercato basato sull'egoismo individualista consenta il massimo benessere senza ledere diritti fronteggia in economia politica obiezioni profonde come il Paradosso di Amartya Sen che implica la necessità di una scelta situata di volta in volta tra le due priorità. Ciò secondo alcuni apre nuovi spazi di riflessione sulla relazione tra razionalità tecnica, economica e sociale e sulle loro relazioni complesse, rendendo le risposte delle vecchie teorie economiche liberiste meno universali.